# Wohnhaus Straße des Friedens 8 (Laage)

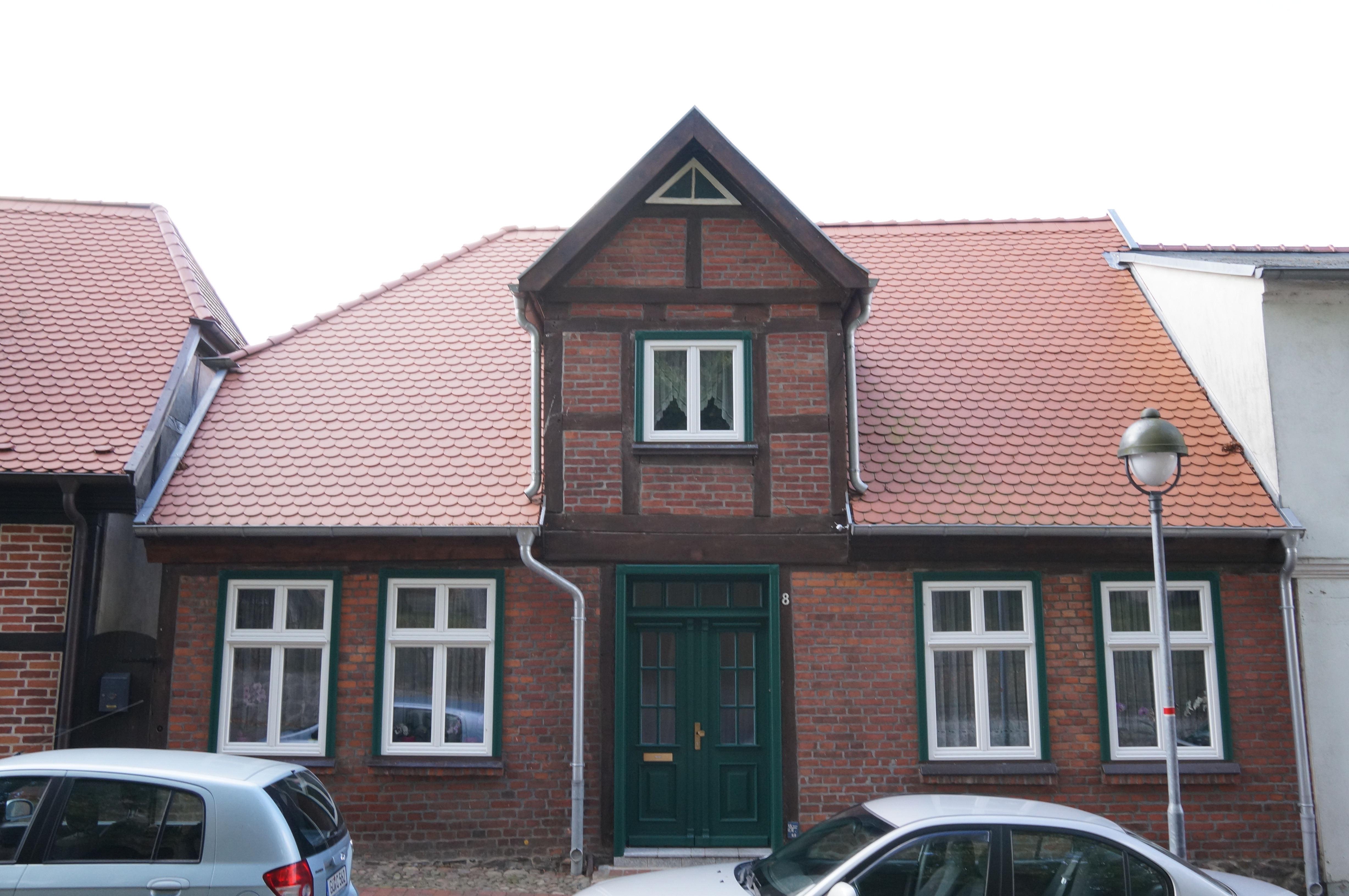

Das Wohnhaus Straße des Friedens 8 in Laage stammt aus dem 18. Jahrhundert.
Das Gebäude steht unter Denkmalschutz.

## Geschichte
Das 1216 erstmals erwähnte Dorf Laage im Landkreis Rostock in Mecklenburg-Vorpommern hat 6469 Einwohner (2019).
Das eingeschossige Fachwerkhaus mit Ausfachungen aus Backsteinen, dem zweigeschossigen Zwerchgiebel und einem Krüppelwalmdach wurde am Ende des 18. Jahrhunderts gebaut und ist ein typischer Vertreter der Bauweise kleinerer Häuser in dieser Zeit.